# (1283) Komsomolia
(1283) Komsomolia es un asteroide perteneciente al cinturón de asteroides descubierto el 25 de septiembre de 1925 por Vladímir Aleksándrovich Albitski desde el observatorio de Simeiz en Crimea.
Está nombrado por la Komsomol, una antigua formación juvenil de la Unión Soviética.